# Alexandra Beaton
Alexandra Beaton (Canadá, 5 de diciembre de 1994), también conocida como Alex Beaton, es una actriz y bailarina canadiense. Es conocida por interpretar a Emily en la serie The Next Step.

## Biografía
Beaton (nació el 5 de diciembre de 1994) en Canadá, es hija de la periodista Kate Wheeler. Con once años de edad hace un cameo en la película 300. En 2013 hasta la actualidad es parte de la serie canadiense The Next Step, interpretando a Emily, una bailarina del estudio de baile (The Next Step), con que comparte protagonismo con Isaac Lupien, Brittany Raymond, Victoria Baldesarra, Trevor Tordjman entre otros.

## Filmografía
| Año       | Título                  | Papel                     | Notas                                                                    |
| --------- | ----------------------- | ------------------------- | ------------------------------------------------------------------------ |
| 2005      | 300                     | Niño/a Del Pueblo Quemado | Cameo (actuación anónima)                                                |
| 2013-2025 | The Next Step           | Emily                     | Protagonista (temporada 1 , 2 y 3, 5, 6 y 7) invitada (temporada 4 y 10) |
| 2015      | Un, dos, ¡chef!         | -                         | Invitada                                                                 |
| 2015      | Dumb Luck               | Estudiante                | Cameo                                                                    |
| 2017      | Spiral                  | Emma                      | Protagonista                                                             |
| 2019      | Good Witch              | Ella                      | Cameo                                                                    |
| 2019      | The Perfect Cheerleader | Cassie                    | Protagonista                                                             |
| 2020      | The Worst Witch 2017    | Fenella Feverfew          | Tourner                                                                  |

Película "la animadora perfecta". Papel principal, protagonista.  Año 2019.